# THE GATESのアルバム
『THE GATES』は、2015年8月30日にリリースされたTHE GATESの2枚目のアルバムである。

## 解説
発売は2015年8月30日に行われた丸山と野口の忘年会ライブの物販で販売され、絵馬が付録として配布された。元々『ミュージックカード』として発売されていた5曲をCD化したもので、野口が新たにマスタリングを行った。

## 収録曲
| 全編曲: THE GATES。 |                                          |          |          |
| #                   | タイトル                                 | 作詞     | 作曲     |
| 1.                  | 「すごい」(2013年盤の新録)               |          |          |
| 2.                  | 「ステューペッドの不安」(2013年盤の新録) |          |          |
| 3.                  | 「あの通りだったっけ？」                 |          |          |
| 4.                  | 「アメガフルタビ」                       | 渡辺英樹 | 渡辺英樹 |
| 5.                  | 「新しい世界へ」                         |          |          |

## 楽曲解説
1. すごい
  - 1996年発売の1stアルバムに収録されている楽曲の別バージョン。
  - 2013年3月発売の『新しい世界へ』に収録。
2. ステューペッドの不安
  - 1996年発売の1stアルバムに収録されている楽曲の別バージョン。
  - 2013年3月発売の『新しい世界へ』に収録。
3. あの通りだったっけ?
  - 2013年8月発売の『アメガフルタビ』に収録。
4. アメガフルタビ
  - 2013年8月発売の『アメガフルタビ』に収録。
5. 新しい世界へ
  - 2013年3月発売の『新しい世界へ』に収録。